# Conflict de rol
Conflictul de rol este un concept al psihologiei sociale și se referă la discrepanța dintre expectanțele transmițâtorului de rol (de exemplu, într-o organizație, șeful) și comportamentul efectiv al receptorului(de exemplu, într-o orgnaizație, secretara).

## Cauze
- pregătirea specifică inadecvată a persoanei executante
- comunicarea din partea transmițătorului de expectanțe incompatibile, adică contradictorii (de exemplu, crearea unui climat de lucru plăcut și toleranță zero la greșeli)
- mesajele discordante provenite din surse diferite (apare de obicei la oamenii care se află la intersecția departamentelor sau care comunică cu mediul extern al organizației)
- discrepanța dintre expectanțele de rol și valorile morale și concepțiile persoanei
- incongruența dintre rolurile multiple ale unei persoane (de exemplu cel de mamă și manager)